# Закон Антарктиды
«Закон Антарктиды» — советский цветной широкоформатный художественный фильм кинорежиссёра Тимофея Левчука, снятый в 1962 году на киностудии им. А. Довженко.
Премьера фильма состоялась 18 января 1963 года. Фильм посмотрели 3,5 млн зрителей за первый год демонстрации.

## Сюжет
Сюжет фильма основан на реальных событиях, произошедших в декабре 1958 года. Кинолента о человеческом взаимопонимании, самопожертвовании и дружбе, рассказывает, как советские полярные лётчики в течение нескольких дней, в сложных погодных условиях, рискуя собственной жизнью, искали, а затем спасали группу бельгийских полярников, потерпевших аварию на самолёте во льдах Антарктиды.

## В ролях
- Всеволод Сафонов — Виктор Белов
- Раднэр Муратов — Иван Васильев
- Александр Мовчан — Леонид Сарычев
- Павел Морозенко — Николай Шворкин
- Владимир Волчик — Юлий Круминьш
- Владимир Колокольцев — Андрей Куличок
- Николай Крюков — барон де Жеверен
- Виктор Брежнев — принц де Рини
- Гурген Тонунц — Йоган Гааген
- Пауль Варанди — Густав Гооц
- Рудольф Дамбран — де Каре
- Анатолий Моторный — Шнабель
- Велта Скурстене — де Ги
- Харий Лиепиньш — Пиколотто
- Валентинс Скулме — эпизод
- Владимир Дальский — эпизод

## Съёмки
Съёмки велись в Воркуте.